# Martha Rydell-Lindström
Martha Elisabeth Mercedes Rydell-Lindström, född 31 januari 1878 i Stockholm, död 18 maj 1956 i Stockholm, var en svensk journalist, författare och målare.
Hon var dotter till sjökaptenen Albert Rydell och Anny Rautian och gift 1907–1915 med Rickard Magnus Lindström. Hon studerade vid Konstakademien i Stockholm 1899–1906 och kom där i kontakt med sekelskiftets naturalistiska och nationalromantiska måleritradition som kom att avspeglas i hennes konst. Samtidigt med sina studier deltog hon i Axel Tallbergs etsningsskola. Efter studierna företog hon ett flertal studieresor till Paris, Tyskland och Italien. Hon medverkade under sin studietid i Konstakademiens utställningar och med Föreningen Svenska Konstnärinnors utställningar på Konstakademien och Skånska konstmuseum i Lund 1912. Dessutom var hon representerad vid Baltiska utställningen i Malmö. Hon drev periodvis en krokiskola i Stockholm där bland annat Isaac Grünewald och Ragnar Östberg var elever 1906. Hon var anställd som journalist vid tidningen Dagen 1914–1915 och som konstanmälare vid Aftonbladet 1916–1921. Dessutom utgav hon under pseudonymen Maercelle ett par diktsamlingar och minnesboken Med livets färger. En bok om Rickard Lindström 1951. På Galerie Moderne visades 1949 en utställning med hennes och den då framlidne Rikard Lindströms konst. Hennes konst består av marinmåleri, landskap och porträtt där porträtten av J.A.G. Acke och Rikard Lindström brukar lyftas fram som de bästa. Martha Rydell-Lindström är begravd på Norra begravningsplatsen utanför Stockholm.